# Первомайський електромеханічний завод
Первомайський електромеханічний завод ім. К. Маркса, ТДВ — найбільший в Україні виробник вибухозахищених асинхронних електродвигунів потужністю від 4 до 500 кВт, напругою від 380 до 6000 В, частотою обертання від 600 до 3000 об/хв., в габаритах по висоті осі обертання від 132 до 450 мм, а також спеціальних і багатошвидкісних електродвигунів для приводу механізмів у вугільній, гірничошахтній, хімічній, нафтопереробній, газовій та інших галузях промисловості з вибухонебезпечним середовищем.
Адреса: 93202, Україна, Луганська обл., Сокологірськ, Заводський пров., 1

## Історія
Першими керівниками заводу, який було засновано у селищі Петромар'ївка 1873 р. як паперову фабрику, стали нащадки французького підприємця Т'єра. 1896 р. завод змінює і власників і спеціалізацію — стає «Чавунно-литійним і механічним заводом Р. Геннефельда». З 1943 р. підприємство дістає нову назву — «Електромеханічний завод ім. К. Маркса». Підприємство було засекречене через виготовлення двигунів для стратегічних галузей. Перед розпадом СРСР секретність було знято, тому у назві заводу з'явилося місто розташування. Ставало питання про суттєвіше перейменування, але «ім. К. Маркса» у назві заводу вирішили залишити, бо бренд є відомим у багатьох країнах світу. У важкі для української промисловості 1990-ті роки завод відрізнявся серед інших підприємств Первомайська і найближчих міст відносною стабільністю виплати зарплатні працівникам. На початку 1990-х років завод очолив П. І. Захарченко. Пізніше він хоч і залишив за собою загальний контроль, та оперативне керівництво передав Гриню Г. М. До 1990-х при заводі працював філіал Стаханівського машинобудівного технікуму. Будівля цього філіалу була знищена внаслідок пожежі. При заводі функціонує клуб, підтримуються традиції самодіяльності працівників. З кінця 1980-х завод має дачне селище, розташоване в кількох кілометрах від міста. У селищі, крім будинків та присадибних ділянок теперішніх і колишніх працівників, розташовані ставок і заводська пасіка.

## Продукція
Вибухозахисні двигуни ПЕМЗ ім К.Маркса широко  використовуються в паливно-енергетичному та газонафтотехнічному комплексах багатьох країн.
За участь у виставках різного рівня завод отримав 17 медалей за 5 дипломів, за розробку і втілення в виробництво електродвигунів авторський колектив удостоєний Державної премії.
Завод також виробляє товари народного споживання: електросушарки «Донбас», тепло вентилятори «Лугань», «Потік» та електрозапальнички для газових плит.